# Боярчук, Алексей Валерьевич
Боярчу́к Алексе́й Вале́рьевич (род. 10 апреля 1972 г., в г. Ялта Крымской области) — украинский (до 2014), крымский и российский (с 2014) политик, председатель Ялтинского городского совета (2010—2012). Народный депутат Украины 6-го созыва.

## Биография
Родился 10 апреля 1972 года в городе Ялта Крымской области. С 1989 года — курсант Симферопольского высшего военного политического училища. В 1992—1997 годах студент, обучался Национальной юридической академия имени Ярослава Мудрого в Харькове. Окончил прокурорско-следственный факультет. В 1997—1998 годах — следователь управления СБУ в городе Севастополе.
В период 08.1998-05.2002 — начальник юридического отдела ОАО ГК «Ялта-интурист». 11.2002-05.2003 — руководитель отдела ЗАО "Корпорация «Игро-сервис». 07.2003-04.2006 — генеральный директор ООО «Дельфин-2001».
С 04.2006 и по 03.2010 — секретарь Ялтинского горсовета. Народный депутат Украины 6-го созыва (03.2010-02.2011) от Партии регионов, N 187 в списке. На время выборов: секретарь Ялтинского горсовета, член Партии Регионов. Член фракции Партии регионов (с 03.2010), член Комитета по вопросам бюджета (с 04.2010). Сложил депутатские полномочия 04.02.2011 года.
В период 4.11.2010 — 14.12.2012 гг. — председатель Ялтинского горсовета.
В 2012 году был удостоен премии "Мэр года". Вручение проходило в Киеве, в Национальном дворце искусств "Украина".
Поддержал аннексию Крыма Россией. Принял российское гражданство. Вступил в партию "Родина".
В 2014 году несколько месяцев занимал должность советника Председателя Государственного совета Республики Крым. С 2015 года и по настоящее время — заместитель главы администрации города Алушты Республики Крым.
Президент Федерации футбола Ялты. Президент Федерации борьбы самбо и дзюдо города Ялты.

## Семья
- Жена - Надежда Боярчук[2]. Преподаватель в Республиканском высшем учебном заведении «Крымский гуманитарный университет». Сын[3].

## Награды
- Крест «За заслуги перед ВМС Украины»[3]
- Орден «За церковные заслуги»[3]
- Знаком Государственной пограничной службы Украины[3]
- Медаль «За освобождение Крыма и Севастополя» (17 марта 2014 года) — за личный вклад в возвращение Крыма в Россию[4]